# Mustapha Sonko
Moustapha Sonko, född 14 juni 1972 i Paris, Frankrike, är en fransk basketspelare som tog OS-silver 2000 i Sydney. Detta var Frankrikes första medalj på 52 år i herrbasket vid olympiska sommarspelen. 